# Jamnagar-Raffinerie
Die Jamnagar-Raffinerie ist mit einer Kapazität von über 1'200'000 Barrels pro Tag die größte Raffinerie der Welt. Sie wurde im Jahre 1996 in Jamnagar im Indischen Bundesstaat Gujarat fertiggestellt und gehört zu Reliance Industries.

## Gründungsgeschichte
Bis in die 1990er Jahre war es in Indien Staatssache, Öl in Raffinerien zu verarbeiten. Als Indische Politiker mit der Idee aufkamen, dass es auch privaten Firmen wie Reliance Industries erlaubt sein sollte, im Ölsektor tätig zu werden, gingen 25'000 Arbeiter der Staatlichen Oil and Natural Gas Corporation Limited (ONGC) in den Streik. Erst als Indien 1997 in einen finanziellen Engpass kam und über Monate die Rechnungen der ONGC für schon geliefertes Öl nicht mehr bezahlen konnte, durfte sich Reliance Industries einbringen. Mukesh Ambani kam mit der Idee auf in Jamnagar eine deutlich größere Raffinerie zu bauen als es das damals in Indien gab. Zu diesem Zweck verlangte Mukesh Ambani aber erfolgreich eine Ausnahme vom Gesetz das verlangte, dass alles importierte Öl durch die staatliche Indian Oil Corporation gehen müsse. Fortan flog Mukesh Ambani für etwa 3 Jahre mehrere Male pro Woche nach Jamnagar um den Bau der Raffinerie zu begleiten. Seine Ehefrau Nita Ambani kam auch oft mit und eröffnete eine Schule in Jamnangar. Seines Sohnes drittes Wort nach Mummy und Papu soll der Legende nach Jamnagar gewesen sein. Im 1998 zerstörte ein Zyklon einen Teil der Bauwerke, doch nach ein paar Wochen waren die 85'000 Bauarbeiter wieder im Zeitplan. Im 1999 wurde die Raffinerie dann eingeweiht.
Um dem Bauwerk noch einen runden Abschluss zu gereichen, ließ Dhirajlal Hirachand Ambani, der Vater von Mukesh Ambani, eine Mango Plantage von 102'000 Bäumen pflanzen, die somit größer als diejenige vom Indischen Mogul Akbar war. Es soll die größte Mango-Plantage von Asien sein, sowie ein Rückzugsgebiet für Zugvögel. Auf der Plantage werden über 200 verschiedene Sorten von Mangos geerntet. Dank der Plantage wurde Indien zu einem der größten Mangoexporteur von Asien.

## Geografie
Die Jamnagar Raffinerie liegt an der Nordwestküste von Indien in der Bucht von Kachchh. Im Osten liegt das Arabische Meer, im Süden Junagadh. Die Raffinerie ist etwa 815 km von Mumbai entfernt. Das Reliance Jamnagar Marine Terminal über welches Erdöl an- und ausgeliefert wird, liegt 35 km westlich von Jamnagar.

## Kapazität und Verarbeitung
Als die Jamnagar-Raffinerie 1999 fertiggestellt wurde, hatte sie eine Kapazität von 660'000 Barrel Erdöl pro Tag. Im 2005 begann die Erweiterung der Raffinerie, welche bis im 2008 andauerte. Nach der Erweiterung, für welches ein Budget von 6 Milliarden $ veranschlagt wurde, hatte die Raffinerie eine Kapazität von über 1'200'000 Barrel pro Tag. Die Erweiterung wurde von der US-Firma Bechtel geleitet. Im Jahre 2008 war die Jamnagar Raffinerie die größte der Welt. In der Raffinerie können etwa 50 verschiedene Raffinerie Prozesse durchgeführt werden, wie etwa die Destillation von Rohöl, katalytisches Cracken, katalytische Reformierung oder die verzögerte Verkokung. Der alte Teil der Raffinerie versorgt den Binnenmarkt, der neue Teil der Raffinerie ist für den Export zuständig.